# Friedrich Bohndorff

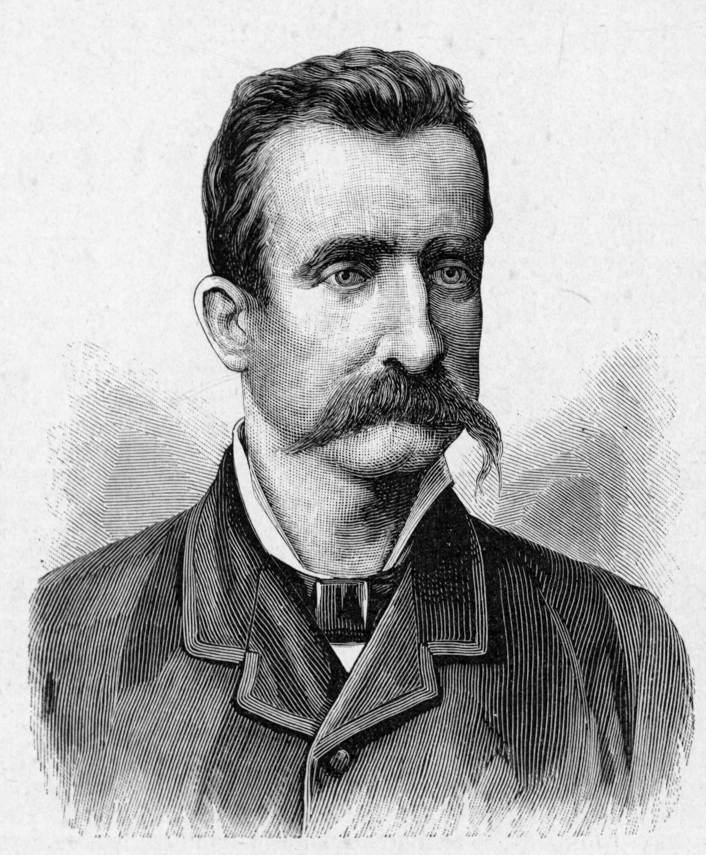
Friedrich Bohndorff (1887)

Friedrich Bohndorff (* 15. August 1848 in Plau; † 26. März 1921 Locarno) war ein deutscher Afrikaforscher und Ornithologe.

## Leben
Bohndorff absolvierte zunächst eine Lehre zum Goldschmied, ging aber schon 1870 auf eine ausgedehnte Reise über die Schweiz, Savoyen und Italien nach Tunis, von dort über Malta nach Ägypten. Er blieb 4 Jahre als Goldschmied in Kairo und erlernte dort die arabische Sprache. Eine 1874 mit dem Botaniker Witt unternommene erste kurze Forschungsreise war auf Grund mangelnder Vorbereitung ohne wissenschaftliche Bedeutung. Anschließend stand der mittellose Bohndorff als Kammerdiener und Dolmetscher in Diensten des britischen Gouverneurs der anglo-ägyptischen Provinz Äquatoria Charles George Gordon und begleitete diesen als Proviantmeister auf vier Reisen in den Sudan. Von 1876 bis 1879 folgte eine eigene vierjährige Expedition in den Sudan (Dongola, Kordofan, Dar Fur, Schakka, Dar Banda, Dar Abu Dinga) und nach Zentralafrika (Azande, Nsakkara). Während dieser Expedition geriet Bohndorff in Kaluka in Gefangenschaft desertierter afrikanischer Soldaten und entging nur knapp dem Tode. Die mitgeführten Präparate und Aufzeichnungen gingen verloren.
Ab Dezember 1879 bis 1882 begleitete Bohndorff eine Expedition des deutsch-russischen Afrikaforschers Wilhelm Junker. Am 4. Dezember 1879 brachen sie von Khartum aus in die Länder der Mangbetu und Azande (Niam-Niam) auf, um dort die Forschungen von Georg Schweinfurth fortzusetzen. Es wurden von ihnen die Quellgebiete des Uelle und des Aruwimi erforscht. Schwer erkrankt musste Bohndorff 1882 die Expedition verlassen. Der Mahdi-Aufstand versperrte ihm zunächst den weiteren Rückweg und zwang ihn zu einem mehr als einjährigen Aufenthalt am Bahr al-Ghazal beim Volk der Dinka. Sein Reisebericht „Reise nach Dar Abu Dinga“ erschien im Juli 1884.

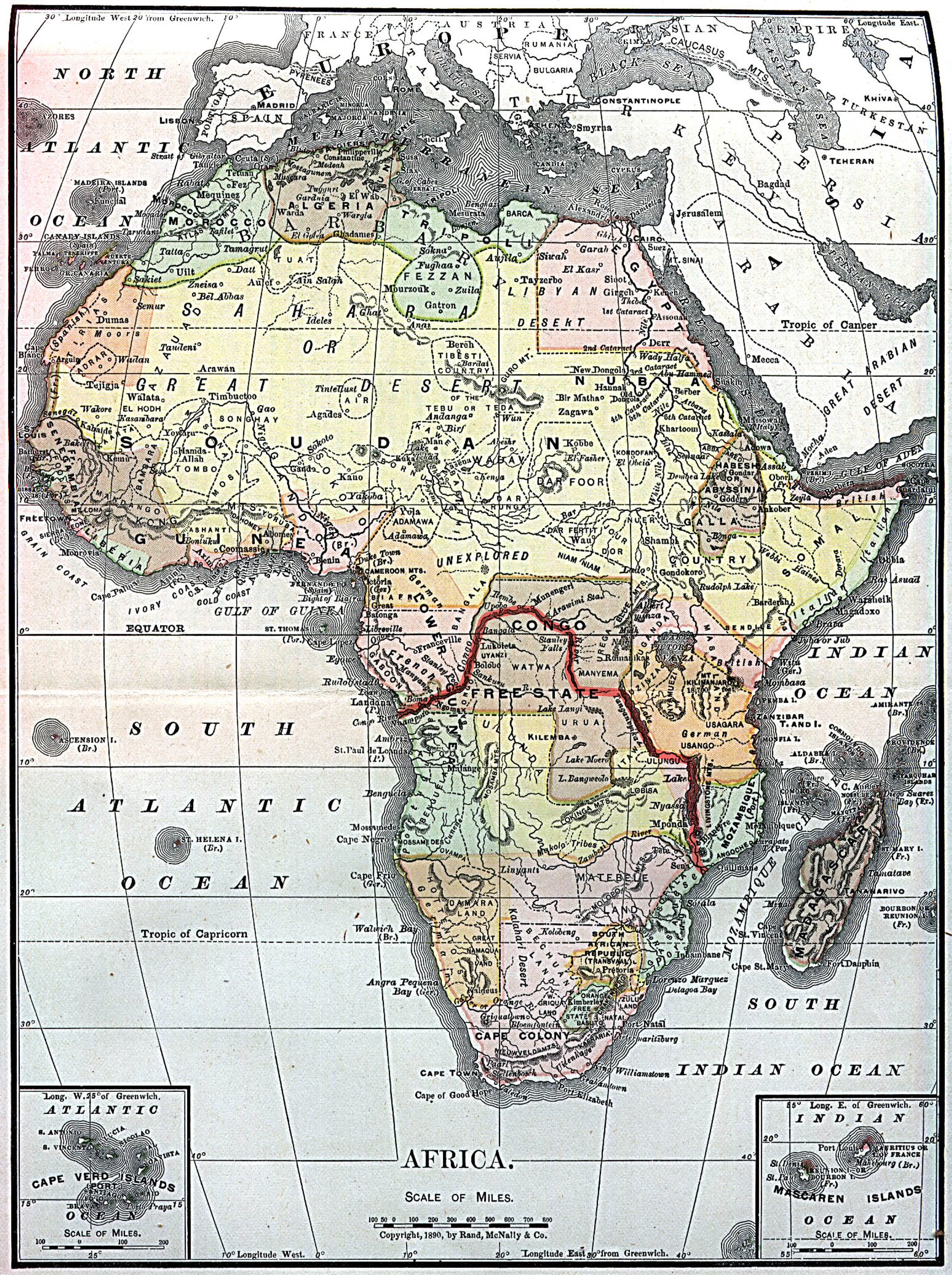
Route der Kongo-Expedition (1885–87)

Nach einem kurzen Erholungsaufenthalt in Deutschland reiste Bohndorff Ende November 1884 via Liverpool auf dem Dampfer „Kinsembo“ im Dienste der belgischen internationalen Assoziation in den Kongo, um in der von Henry Morton Stanley 1881 gegründeten Station Manyanga (Kongo) Stationsvorsteher zu werden. Bereits wenig später, von 1885 bis 1887, wurde Bohndorff freigestellt, um im Auftrag der Deutschen Afrikanischen Gesellschaft zusammen mit dem österreichischen Geologen und Ethnologen Oskar Lenz eine West-Ost Durchquerung des Kontinents von der Mündung des Kongo bis zur Mündung des Sambesi, bekannt als „österreichische Kongoexpedition“, zu unternehmen. Danach ging er mit Oskar Lenz sechs Monate auf Vortragsreise, u. a. nach Wien und Brüssel, anschließend folgte von dort seine Rückkehr in den Kongo. Nur wenig später zog es ihn wieder nach Kairo.
1889 wurde Bohndorff während des ostafrikanischen Aufstandes Dragoman und Proviantmeister der Wissmann-Truppe. Im Jahr darauf war er Decksoffizier auf der Mtoni-Fähre, die bei einem kleinen Befestigungsposten nahe Bagamoyo den Kinganifluss querte. Mit seiner blutigen Niederschlagung endete der Aufstand im Dezember 1890.
Im Jahr 1893 reiste Bohndorff einige Zeit nach Berlin und unternahm nun für die Allgemeine Deutsche Ornithologische Gesellschaft (ADOG) Vortragsreisen. In seiner Begleitung erregten zwei junge Frauen vom kleinwüchsigen Stamme der Akka mit Namen Asmini und Schikamao (Chicamajo) Aufsehen. 1893 und 1895 – seinen Wohnsitz hatte Bohndorff inzwischen wieder in Bagamoyo – war er Gast auf den Jahrestagungen der ADOG in Berlin.
Über die letzten Lebensjahre Bohndorffs ist nichts bekannt.

## Dedikationsnamen
Bohndorff sammelte auf seinen Reisen mehrere Insekten sowie Vogelarten und -unterarten. Einige wurden deswegen nach ihm benannt:
- Braunrückenpieper (Anthus leucophrys bohndorffi Neumann, 1906)[3]
- Dorfweber (Ploceus cucullatus bohndorffi Reichenow, 1887)[4]
- Schwarzflügel-Kapuzinerhäherling (Phyllanthus atripennis bohndorffi (Sharpe, 1884))[5]
- Syrnium bohndorffi (Sharpe, 1884)[6] ein Synonym für eine Unterart des Afrikanischen Waldkauzs (Strix woodfordii nuchalis (Sharpe, 1870))
- Grünkopf-Nektarvogel (Cyanomitra verticalis bohndorffi (Reichenow, 1887))[7]

Auch ein als „lebendes Juwel“ bezeichneter Bockkäfer trägt seinen Namen:
- Sternotomis bohemani bohndorffi Waterhouse, 1886[8]

Außerdem trägt mit Dalsira bohndorffi eine Baumwanzenart seinen Namen. Auch in den Baumwanzenarten Carbula bohndorffi Distant, 1890 und Basicryptus bohndorffi Distant, 1890 wurde Bohndorff geehrt.